# Krzemionki
Krzemionki (česky křemenky) známé také jako Krzemionki Opatowskie je archeologická památková rezervace, chránící soubor neolitických pazourkových dolů, nacházející se mezi vesnicemi Sudół a Magonie v Ostrověckém okresu, 5 km na severovýchod od Svatokřížského Ostrovce. Dne 16. září 1994 byly rozhodnutím prezidenta Polska Krzemionky uznány za historickou památku Polska.

## Historie
Doly na pazourek z let asi 3900 př. n. l. až 1600 př. n. l. patřily k nejdůležitějším v Evropě. V neolitu byl tento minerál dobýván lidem kultury s nálevkovitými poháry a kultury kulovitých amfor, a v době bronzové lidem kultury měřanovické. Část zde vytěženého pazourku byly zpracována v okolních sídlištích a následně rozvážena až 660 km daleko. Nejpopulárnějšími výrobky byly čtyřstěnné sekery a dláta. V sousedství těžebního pole se nachází rekonstrukce domácností z konce neolitu a počátků doby bronzové.

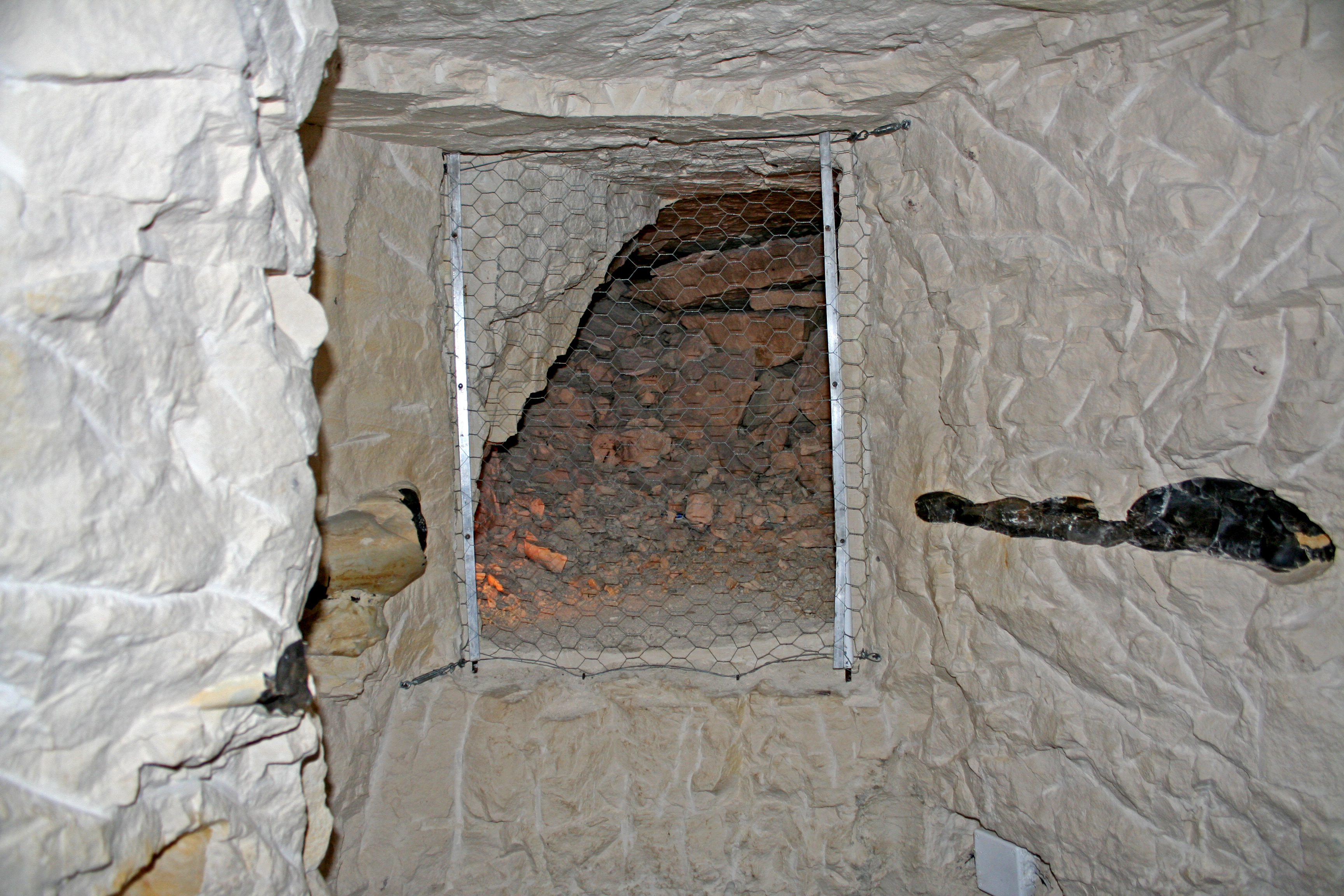
Neolitická štola v dole Krzemionki

Křemenné doly byly odhaleny v roce 1922 geologem Janem Samsonowiczem. Bylo tu nalezeno přes 2700 šachet propojených vodorovnou sítí paprskovitých štol. Průměrná hloubka šachty činí 5 až 6 m, největší je 9 m a největší průměr 4 až 5 m. Šířka štol dosahuje 0,7 m a jejich výška se pohybuje v rozmezí od 0,6 do 1,2 m.
Ve štolách se nacházely podpěry a stopy stojin. Na povrchu byly odhaleny pozůstatky dílny, ve které byl vytěžený křemen zpracováván. Na stěnách štol se zachovaly sporadické kresby dřevěným uhlím. Podzemí je zpřístupněné a návštěvnická trasa činí 465 m.

Po období neolitické těžby území křemenek po dlouhou dobu zarůstal les. Díky tomu nebyly stopy prehistorie zničeny. Teprve, když v roce 1913 vznikla vesnice Krzemionki, došlo k vykácení lesa a následně k objevu hornických děl.

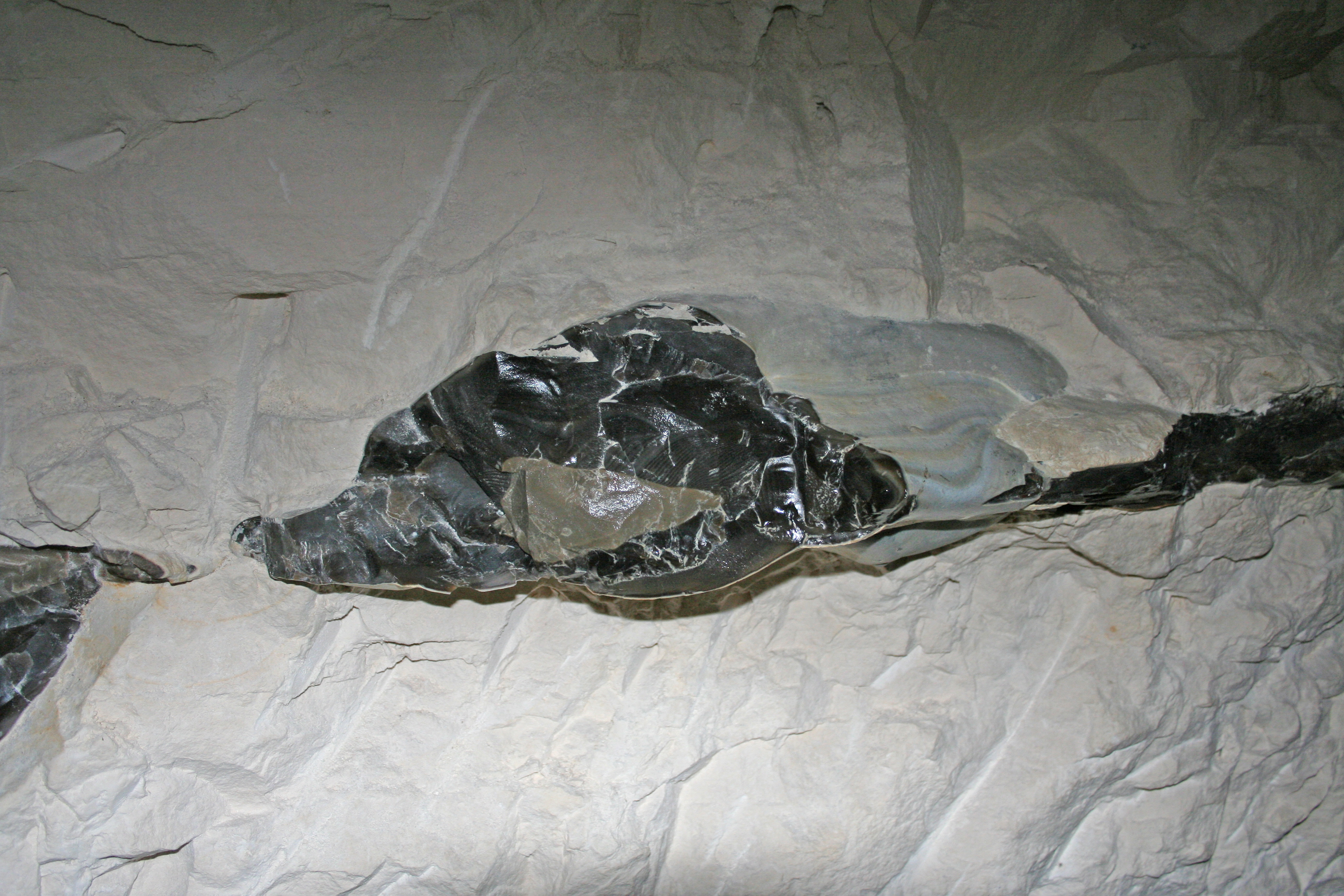
Pazourek ve stěně dolu Krzemionki

Z lokality pochází pazourková sekera nalezená na eneolitickém hradišti Dänemark u Kutné Hory.

## Přírodní rezervace
Důl a okolí leží v Chráněné krajinné oblasti Kamenného údolí (Dolinna kamienna).

## Zápis na Seznam světového dědictví UNESCO
Pod názvem Krzemionki Prehistoric Striped Flint Mining Region byla archeologická rezervace Krzemionki zapsána 6. července 2019 na Seznam světového dědictví UNESCO. Stalo se tak na 43. zasedání UNESCO, které se konalo ve dnech 30. června až 10. července 2019 v ázerbájdžánské metropoli Baku. Krzemionki se staly v pořadí šestnáctou polskou lokalitou, zapsanou na Seznam světového dědictví.

## Turistika
Rezervace je na trase modré turistické značky z svatokřížské Lysé Hory do Pętkowic.